# 圣方济会荣耀圣母圣殿

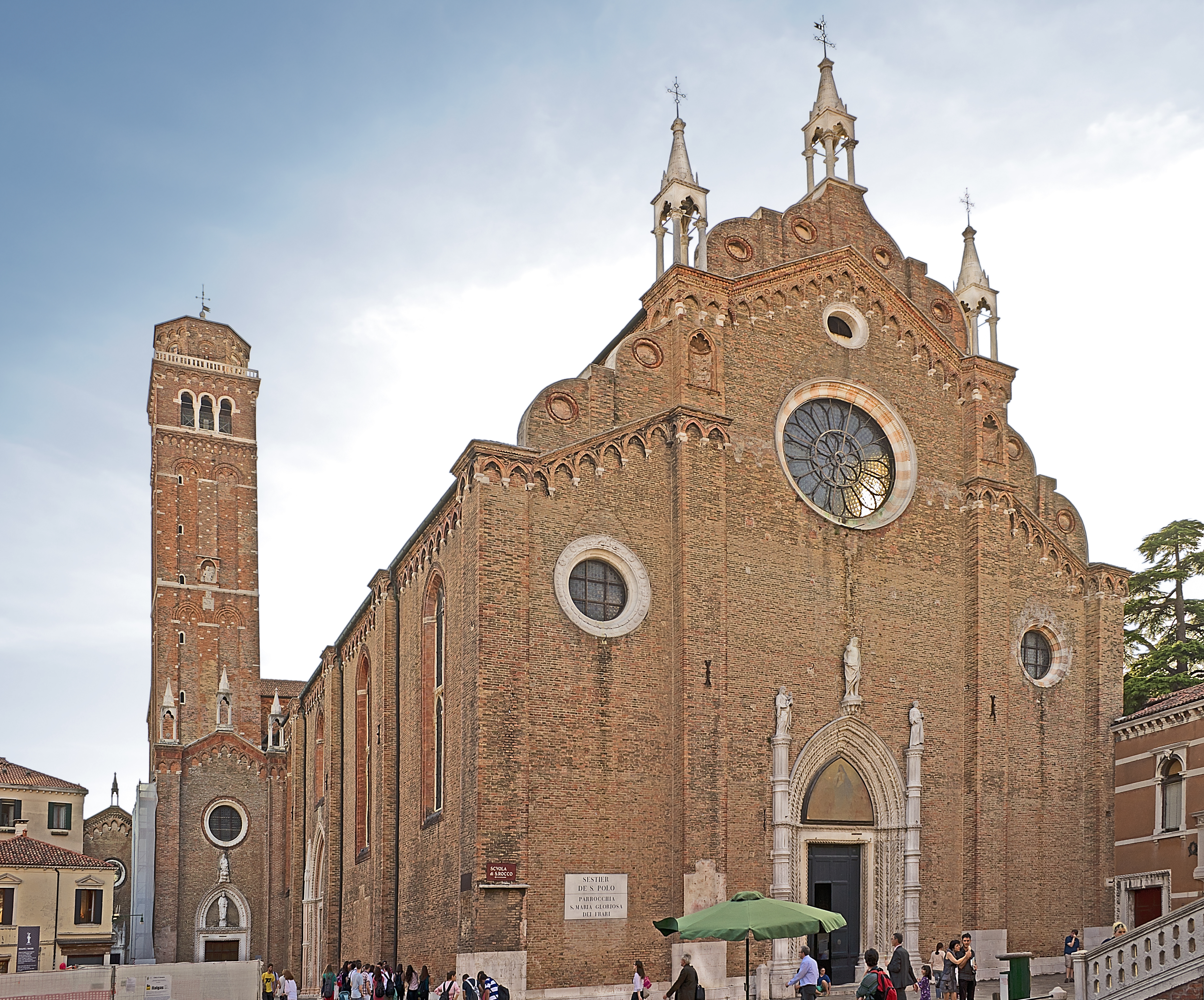
西立面和钟楼

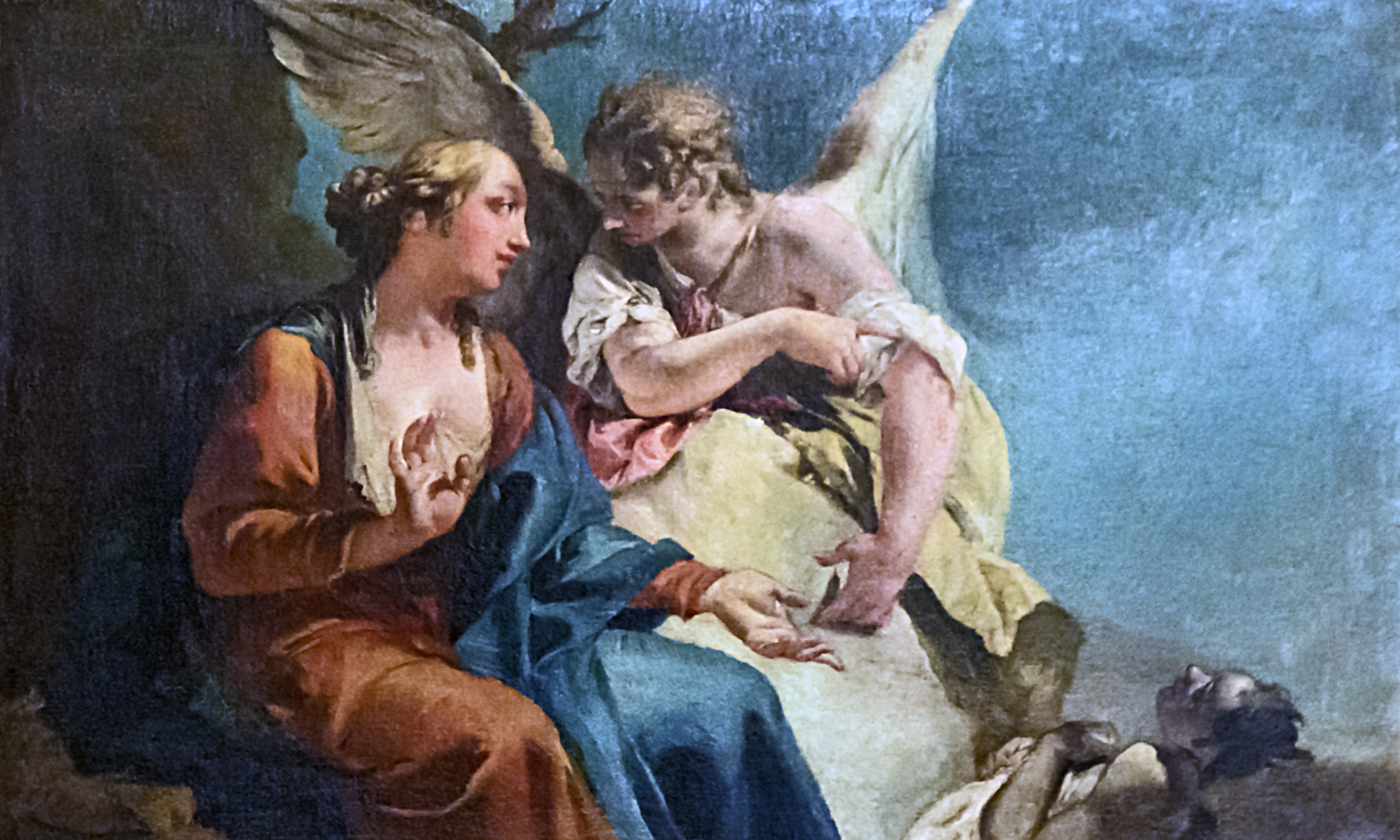
Hagar in the desert, 詹巴蒂斯塔·皮托尼（Giovanni Battista Pittoni)，1720

45°26′12″N 12°19′34″E / 45.43667°N 12.32611°E
圣方济会荣耀圣母教堂（義大利語：Basilica di Santa Maria Gloriosa dei Frari，简称Frari）是威尼斯最大的教堂之一，具有次级宗座圣殿的地位。这座天主教堂位于圣波罗区（San Polo）的核心，敬奉圣母升天（Assunzione della Beata Vergine）为主保圣人。
在教会内部有不可估量价值的作品，其中一位古代欧洲最重要的画家之一的皮托尼 詹巴蒂斯塔·皮托尼 （義大利語：Giambattista Pittoni), 与绘画[沙漠琼脂由天使安慰]]（義大利語：Agar nel deserto confortata da un angelo)，在圣器，后殿左墙，布面油画（18世纪）.
1250年，方济各会获得建造教堂的土地，直到1338年才建成。随后几乎立即又翻建为更大的教堂，即目前的这座，历时一个世纪。其钟楼仅次于圣马可教堂，是威尼斯第二高钟楼，完成于1396年。

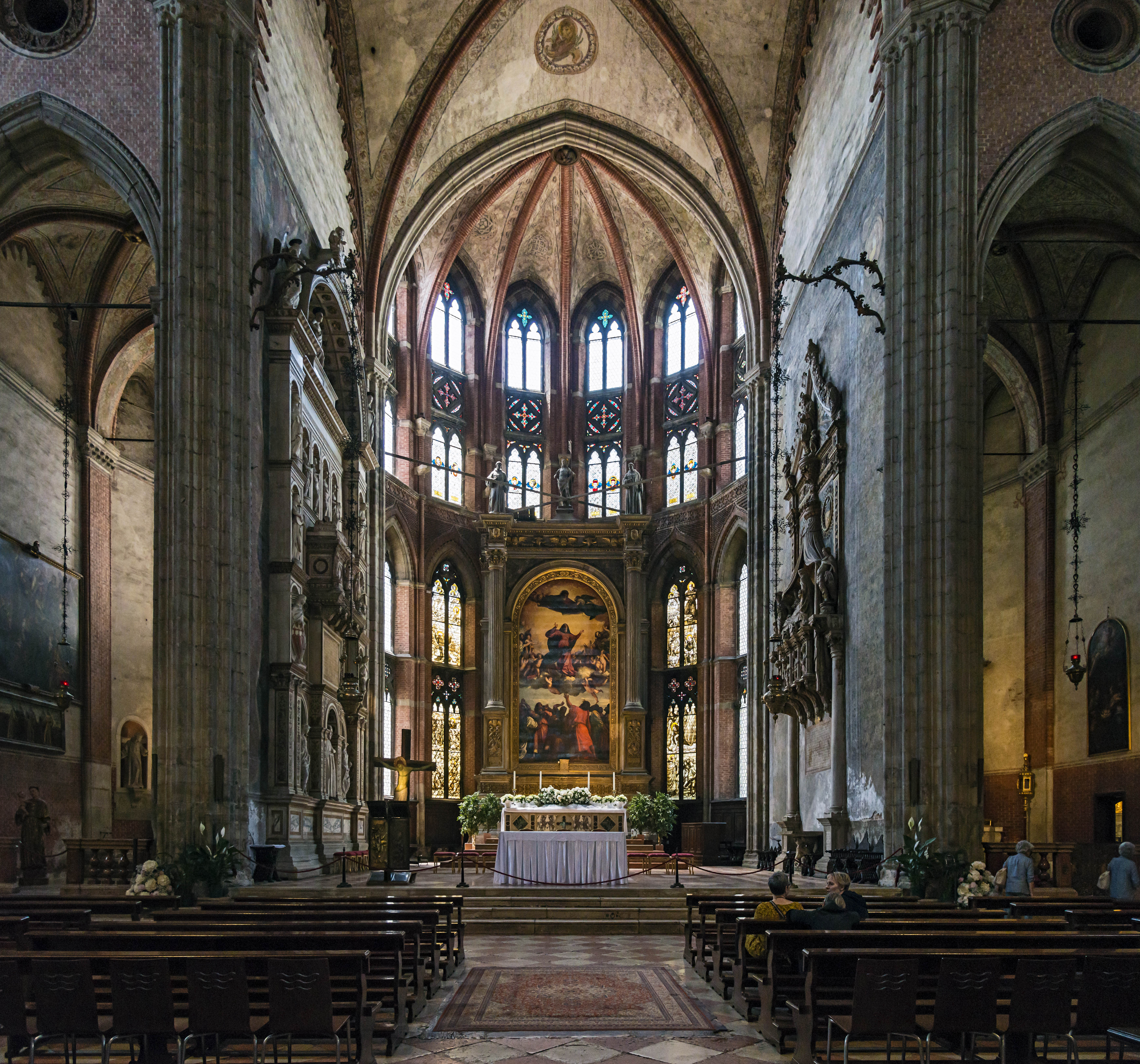
正祭台

这是一座砖砌建筑，也是该市三座哥特式风格的著名教堂之一。如同许多威尼斯教堂，它的外观设计相当平坦，内部有威尼斯现存唯一的祭台屏風。
圣方济会荣耀圣母教堂是圣波罗-圣十字-Dorsoduro堂區的堂區聖堂，该堂區还有圣巴拿巴、圣 Ludovico Vescovo、圣母 Soccorso 和圣玛格丽塔等教堂。
这座教堂最著名的艺术品是提香的祭台画《圣母升天》，置于正祭台，也是威尼斯最大的祭台画。